# Джеймі Юйс
Джемі Юйс (англ. Jamie Uys; 30 травня 1921, Боксбург — 29 січня 1996, Йоганнесбург) — південноафриканський кінорежисер.
Найбільше відомий за фільмом «Мабуть, боги з'їхали з глузду».

## Біографія
Працював учителем математики в рідному Боксбурзі. Одружився з колегою Хетті, також вчителькою математики. Пара займалася фермерством і відкрила торгове сполучення вздовж ріки Палала. Пізніше його було призначено місцевим суддею.
Джеми Юйс — режисер 24 фільмів. Дебютував фільмом Далеко у Бушвельді Daar Doer in Die Bosveld бурською мовою.
Помер від серцевого нападу в 1996 році у віці 74 років.